# Greußen
Greußen är en stad i Kyffhäuserkreis i förbundslandet Thüringen i Tyskland.
Kommunen är säte för förvaltningsgemenskapen Greußen men ingår inte i gemenskapen.